# 2 Pułk Jazdy Płockiej

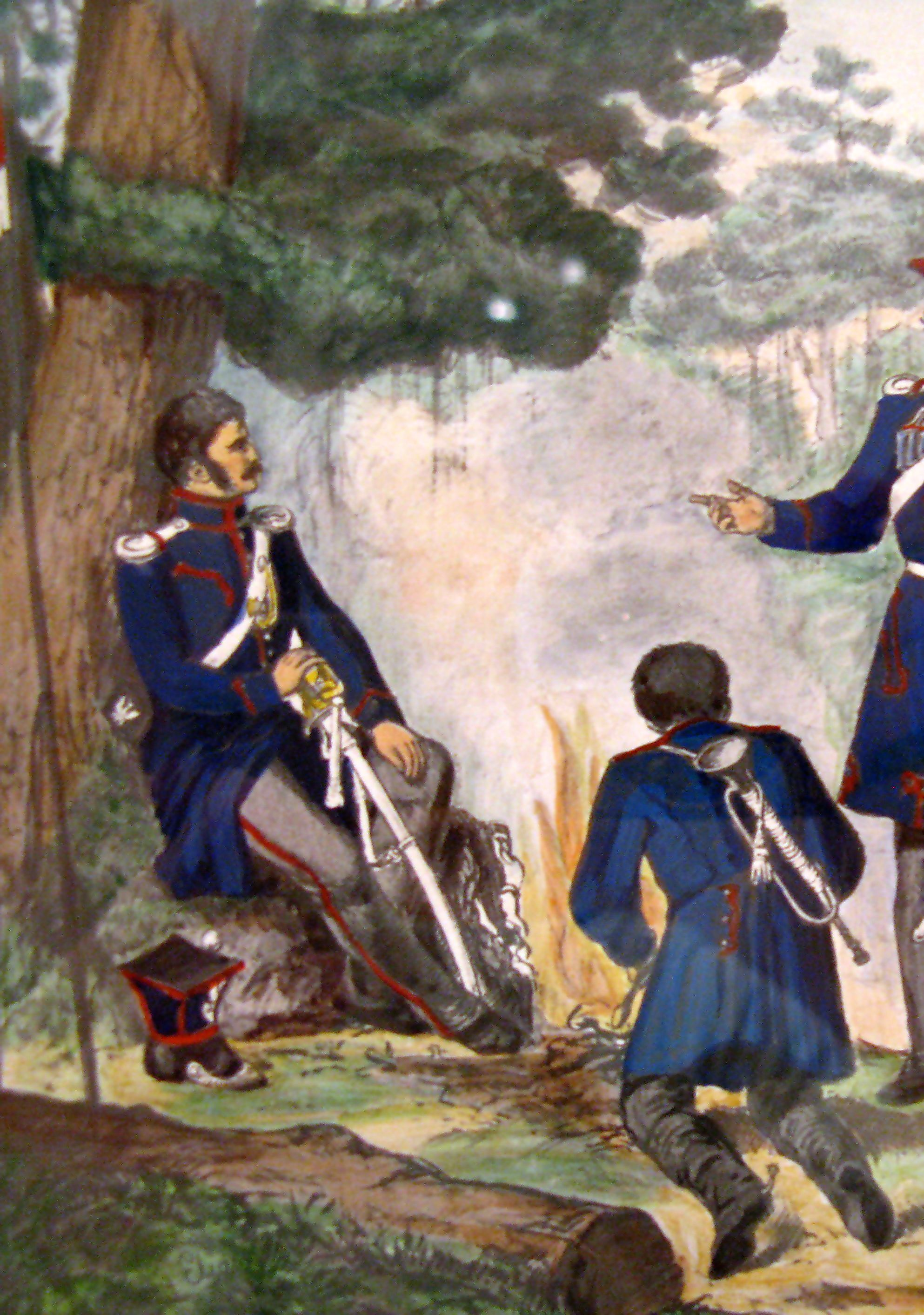
Jeździec i trębacz Jazdy Płockiej

2 Pułk Jazdy Płockiej – pułk jazdy polskiej doby powstania listopadowego.
Sformowany z ochotników w marcu 1831. Jego żołnierze walczyli m.in. pod Radzyminem (18 czerwca 1831).
Pułk otrzymał 9 krzyży złotych i 2 srebrne.

## Dowódca pułku
- mjr Edward Gierałdowski